# اوبيرا (مدينة)
اوبيرا (بالإسبانية: Oberá)‏ هي منطقة سكنية تقع في الأرجنتين في ميسيونس (محافظة). يقدر عدد سكانها بـ 61,672 نسمة ومساحتها 155 كم2 وترتفع عن سطح البحر 298 متر.

## المناخ
يظهر الجدول التالي التغييرات المناخية على مدار السنة لاوبيرا:
| البيانات المناخية لـاوبيرا              | البيانات المناخية لـاوبيرا | البيانات المناخية لـاوبيرا | البيانات المناخية لـاوبيرا | البيانات المناخية لـاوبيرا | البيانات المناخية لـاوبيرا | البيانات المناخية لـاوبيرا | البيانات المناخية لـاوبيرا | البيانات المناخية لـاوبيرا | البيانات المناخية لـاوبيرا | البيانات المناخية لـاوبيرا | البيانات المناخية لـاوبيرا | البيانات المناخية لـاوبيرا | البيانات المناخية لـاوبيرا |
| الشهر                                   | يناير                      | فبراير                     | مارس                       | أبريل                      | مايو                       | يونيو                      | يوليو                      | أغسطس                      | سبتمبر                     | أكتوبر                     | نوفمبر                     | ديسمبر                     | المعدل السنوي              |
| --------------------------------------- | -------------------------- | -------------------------- | -------------------------- | -------------------------- | -------------------------- | -------------------------- | -------------------------- | -------------------------- | -------------------------- | -------------------------- | -------------------------- | -------------------------- | -------------------------- |
| الدرجة القصوى °م (°ف)                   | 39.5 (103.1)               | 39.6 (103.3)               | 39.4 (102.9)               | 36.4 (97.5)                | 33.1 (91.6)                | 30.0 (86.0)                | 31.1 (88.0)                | 34.4 (93.9)                | 37.0 (98.6)                | 37.4 (99.3)                | 40.8 (105.4)               | 40.7 (105.3)               | 40.8 (105.4)               |
| متوسط درجة الحرارة الكبرى °م (°ف)       | 32.3 (90.1)                | 31.1 (88.0)                | 30.0 (86.0)                | 26.0 (78.8)                | 22.8 (73.0)                | 20.3 (68.5)                | 21.1 (70.0)                | 22.7 (72.9)                | 23.7 (74.7)                | 27.4 (81.3)                | 29.4 (84.9)                | 31.8 (89.2)                | 26.6 (79.9)                |
| المتوسط اليومي °م (°ف)                  | 25.4 (77.7)                | 24.5 (76.1)                | 23.6 (74.5)                | 20.2 (68.4)                | 17.4 (63.3)                | 14.9 (58.8)                | 15.2 (59.4)                | 16.7 (62.1)                | 17.4 (63.3)                | 20.8 (69.4)                | 22.8 (73.0)                | 24.8 (76.6)                | 20.3 (68.5)                |
| متوسط درجة الحرارة الصغرى °م (°ف)       | 20.8 (69.4)                | 20.3 (68.5)                | 18.9 (66.0)                | 16.6 (61.9)                | 13.6 (56.5)                | 11.1 (52.0)                | 11.2 (52.2)                | 12.6 (54.7)                | 13.1 (55.6)                | 15.8 (60.4)                | 18.1 (64.6)                | 19.9 (67.8)                | 16.0 (60.8)                |
| أدنى درجة حرارة °م (°ف)                 | 9.9 (49.8)                 | 8.4 (47.1)                 | 5.8 (42.4)                 | 2.4 (36.3)                 | −0.8 (30.6)                | −1.6 (29.1)                | −2.8 (27.0)                | −2.0 (28.4)                | 0.8 (33.4)                 | 3.4 (38.1)                 | 3.4 (38.1)                 | 9.0 (48.2)                 | −2.8 (27.0)                |
| الهطول مم (إنش)                         | 181.8 (7.16)               | 215.6 (8.49)               | 158.6 (6.24)               | 235.1 (9.26)               | 252.0 (9.92)               | 163.9 (6.45)               | 138.8 (5.46)               | 175.8 (6.92)               | 153.7 (6.05)               | 179.2 (7.06)               | 217.3 (8.56)               | 230.6 (9.08)               | 2٬302٫4 (90.65)            |
| متوسط أيام هطول الأمطار                 | 12                         | 11                         | 9                          | 11                         | 9                          | 11                         | 10                         | 10                         | 11                         | 10                         | 11                         | 9                          | 124                        |
| متوسط الرطوبة النسبية (%)               | 73                         | 76                         | 75                         | 80                         | 79                         | 80                         | 76                         | 75                         | 75                         | 71                         | 71                         | 68                         | 75                         |
| المصدر: Servicio Meteorológico Nacional |                            |                            |                            |                            |                            |                            |                            |                            |                            |                            |                            |                            |                            |

## توأمة
لاوبيرا (مدينة) اتفاقيات توأمة مع:
- موجايسك

## أعلام
- إنريكو بارني
- رودولفو فيشر
- باتريشيا أوكامبو
- خوسيه فابيو
- دييغو هارتفايلد